# Fresnoy-le-Luat
Fresnoy-le-Luat – miejscowość i gmina we Francji, w regionie Hauts-de-France, w departamencie Oise.
Według danych na rok 1990 gminę zamieszkiwało 376 osób, a gęstość zaludnienia wynosiła 33 osoby/km² (wśród 2293 gmin Pikardii Fresnoy-le-Luat plasuje się na 628. miejscu pod względem liczby ludności, natomiast pod względem powierzchni na miejscu 360.).